# Veststraumen
Der Veststraumen (norwegisch für Weststrom) ist ein 68 km langer Gletscher im ostantarktischen Königin-Maud-Land. Er fließt entlang des südlichen Endes der Kraulberge zur Prinzessin-Martha-Küste, wo er in das Riiser-Larsen-Schelfeis mündet.
Luftaufnahmen, die am 5. November 1967 bei einem Erkundungsflug der United States Navy mit einer LC 130 Hercules entstanden, dienten dem United States Geological Survey der Kartierung. Im Jahr 1969 benannte das Advisory Committee on Antarctic Names den Glescher als Endurance-Gletscher, nach dem Forschungsschiff Endurance des britischen Polarforschers Ernest Shackleton bei der Endurance-Expedition (1914–1917). Da jedoch bereits ein Gletscher auf Elephant Island so benannt worden war, wurde die Benennung übernommen, die seit 1972 auf Landkarten des Norwegischen Polarinstituts enthalten ist.